# Densbüren
Densbüren (toponimo tedesco) è un comune svizzero di 726 abitanti del Canton Argovia, nel distretto di Aarau.

## Geografia fisica
Densbüren è collegato a Küttigen attraverso il passo Staffelegg.

## Monumenti e luoghi d'interesse

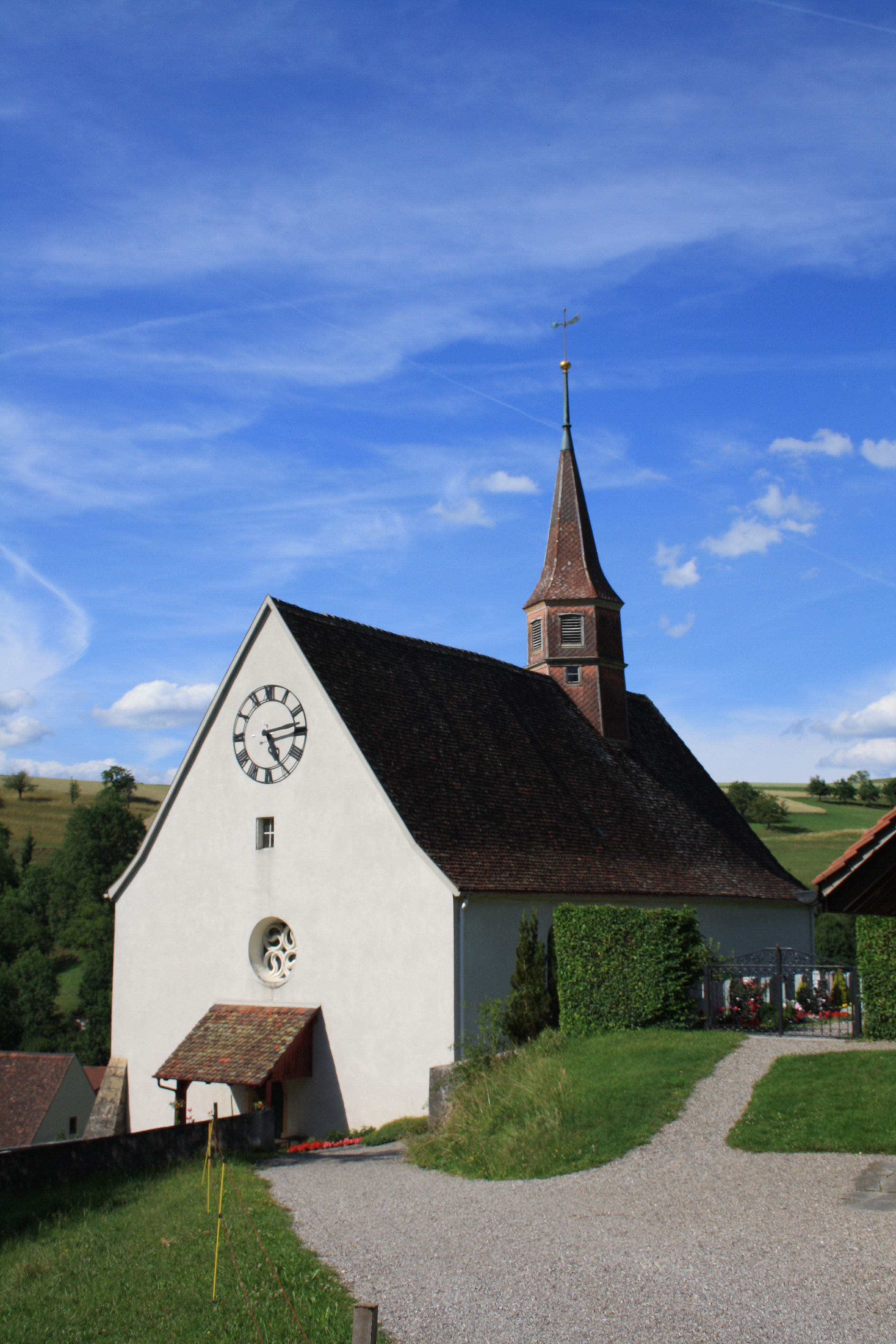
La chiesa riformata

- Chiesa riformata, eretta nel 1550-1560[1].

## Società

### Evoluzione demografica
L'evoluzione demografica è riportata nella seguente tabella:
Abitanti censiti

## Amministrazione
Ogni famiglia originaria del luogo fa parte del cosiddetto comune patriziale e ha la responsabilità della manutenzione di ogni bene ricadente all'interno dei confini del comune.